# ونجلیس
اوانگلوس اودیسئاس پاپاتاناسیو [eˈvaɲɟelos oðiˈseas papaθanaˈsi.u] با نام هنری ونگلیس (فرانسوی: Vangelis‎؛ ‏ ۲۹ مارس ۱۹۴۳ – ۱۷ مهٔ ۲۰۲۲) آهنگساز و نوازندهٔ سبک الکترونیک، امبینت، نیو اِیج، پراگرسیو، جاز و پاپ راک اهل یونان بود.
وی برای آهنگسازی موسیقی فیلم ارابه‌های آتش برندهٔ جایزه‌ی اسکارِ سال ۱۹۸۱ شد. از دیگر کارهای او ساخت موسیقی فیلم‌های بلید رانر، ۱۴۹۲: فتح بهشت، اسکندر، باونتی، جنوبگان، گم‌شده و گیتی: یک سفر شخصی است.
ونگلیس دورهٔ حرفه‌ای موسیقی را با همکاری در گروه‌های موسیقی دههٔ ۱۹۶۰ مانند افرودایتس چایلد آغاز کرد. از میانه دههٔ ۱۹۷۰ به ساخت موسیقی برای چند مستند دربارهٔ جانوران و طبیعت روی آورد که موفقیت این کارها سبب شد تا به موسیقی فیلم علاقهٔ بیشتری نشان دهد. در اوایل دههٔ ۱۹۸۰ میلادی ونگلیس به عنوان یک پروژهٔ جانبی، به همراه جان اندرسون، خوانندهٔ گروه پراگرسیو راک انگلیسی یس، چند آلبوم را تحت عنوان جان و ونجلیس عرضه کرد.
در سال ۱۹۸۱ جایزه اسکار برای موسیقی فیلم ارابه‌های آتش را به عنوان آهنگساز آن فیلم دریافت کرد. تک‌آهنگ «ارابه‌های آتش» که برای آلبوم موسیقی این فیلم عرضه شد توانست تا جایگاه نخست ۱۰۰ آهنگ داغ بیلبورد بالا بیاید. همچنین از این تک‌آهنگ در مسابقه‌های المپیک ۲۰۱۲ لندن و در هنگام اهدای مدال استفاده شد.
ونگلیس در طول بیش از ۵۰ سال فعالیت در عرصهٔ موسیقی، بیش از ۵۰ آلبوم موسیقی منتشر کرد و به عنوان یکی از برترین آهنگسازان موسیقی الکترونیک در همهٔ دوران یاد می‌شود.

## زندگی شخصی و هنری

### دوران کودکی
ونجلیس در ۲۹ مارس ۱۹۴۳ در شهر آگریا یونان زاده شد. وی کار موسیقی را در چهار سالگی آغاز کرد و بیشتر به عنوان یک موسیقیدان خودآموخته شناخته می‌شود. در شش سالگی، والدینش او را به یک مدرسه تخصصی موسیقی در شهر آتن فرستادند. شاید عدم استقبال او از فراگرفتن درس‌های پیانو در قالب سنتی آن، موجب شد تا او با موسیقی مبتنی بر خواندن و نوشتن نُت بیگانه باشد. ونجلیس بعدها در مصاحبه‌ای با مجله لایف دربارهٔ عدم توانایی خواندن موسیقی چنین می‌گوید: «وقتی معلم‌هایم از من می‌خواستند تا چیزی را برای آن‌ها بنوازم، تظاهر می‌کردم که دارم از روی نت می‌خوانم درحالی‌که از حفظ آن را اجرا می‌کردم. البته آن‌ها حقه من را می‌فهمیدند، اما برایم مهم نبود.»

### سال‌های پیشرفت
ونجلیس در اوایل دهه ۱۹۶۰ میلادی در یونان مورد توجه قرار گرفت؛ در این زمان او به عنوان یکی از بنیانگذاران گروه موسیقی فورمیکس فعالیت می‌کرد. این گروه در کنار اجرای آثار هنرمندان دیگر، آهنگ‌های خود را نیز تولید می‌کرد. ونجلیس آهنگسازی بیشتر آثار اصلی گروه را برعهده داشت و نیکو ماستوراکیس نیز ترانه‌های انگلیسی گروه را می‌سرود.
در اواخر دهه ۱۹۶۰ ونجلیس یک گروه پراگرسیو راک با نام افرودایتس چایلد را تشکیل داد. پراگرسیو راک در اواخر دهه ۱۹۶۰ و اوایل دهه ۱۹۷۰ و با هدف ارتقای موسیقی راک به سطح جدیدی از اعتبار هنری شکل گرفت. در کنار ونجلیس، دمیس روسس خواننده یونانی نیز از اعضای این گروه به‌شمار می‌رفت.
زمانی‌که تلاش افرودایتس چایلد برای ورود به بریتانیا ناکام ماند، اعضای آن در پاریس مستقر شدند و نخستین آلبوم خود را در فرانسه تولید کردند. این آلبوم در بیشتر اروپا مورد توجه قرار گرفت. اما پس از انتشار این آلبوم، اعضای گروه به‌خاطر اختلافات داخلی از گروه جدا شدند. ونجلیس در مدت همکاری با افرودایتس چایلد به فعالیت‌های انفرادی نیز می‌پرداخت. اما این جدایی باعث تمرکز بیشتر وی روی این‌گونه فعالیت شد. او در این مدت نخستین آلبوم انفرادی رسمی خود را با همکاری چند هنرمند دیگر با نام زمین منتشر کرد. این همکاری برای مدت کوتاهی تحت عنوان اودیسه و با تولید یک تک ترانه با نام هو ادامه یافت. در سال ۱۹۷۴ ونجلیس به فکر پیوستن به یک گروه پراگرسیوراک دیگر با نام یس می‌افتد، اما هرگز این تفکر را عملی نمی‌کند. پس از نقل مکان به لندن و بعد از راه‌اندازی یک استودیوی شخصی، ونجلیس چند آلبوم الکترونیکی را تولید کرد که در میان آن‌ها می‌توان به بهشت و جهنم (۱۹۷۵) اشاره کرد.

### سینما
مهم‌ترین عامل ورود ونجلیس به دنیای سینما همکاری او با فردریک روسیف کارگردان سرشناس فرانسوی بود. ونجلیس با ساخت موسیقی متن فیلم‌هایی مستند دربارهٔ حیات وحش به کارگردانی روسیف، پروژه‌هایی را در کارنامه خود ثبت کرد. این همکاری‌ها موجب شد تا ونجلیس از سوی چندین کارگردان مطرح جهان مورد توجه قرار گیرد. در سال ۱۹۸۱ با ساخت موسیقی فیلم ارابه‌های آتش برنده جایزه اسکار شد این فیلم همچنین جایزه اسکار بهترین فیلم سال را نیز از آن خود کرد. در سال ۱۹۹۱ برای عضویت در هیئت داوران جشنواره فیلم کن انتخاب شد.
یکی از مهم‌ترین آثار ونجلیس، همکاری وی با ریدلی اسکات در فیلم ۱۴۹۲: فتح بهشت (۱۹۹۲) با بازی ژرار دوپاردیو بود که برای بزرگداشت پانصدمین سالگرد سفر کریستوفر کلمبوس به دنیای جدید ساخته شده بود. آلبوم موسیقی این فیلم در سال ۱۹۹۵ منتشر شد و رکوردهای بسیاری را شکست.

### سایر کارها
ونجلیس تولید موسیقی اختتامیه المپیک سیدنی (۲۰۰۰) و سرود رسمی جام جهانی فوتبال ۲۰۰۲ و المپیک ۲۰۰۴ آتن را نیز برعهده داشت. حتی ناسا از موسیقی‌های ساخته او استفاده کرده است. موسیقی ونجلیس تأکید بسیار زیادی روی سینث‌سایزر دارد. برخی از کارشناسان، موسیقی او را به یک ارکستر الکترونیک تشبیه کرده‌اند. به گفته ونجلیس فناوری و موسیقی همیشه با هم بوده‌اند و موسیقی هرچه باشد، یک علم است. دربارهٔ ساخت موسیقی فیلم‌ها نیز کار وی به محض دیدن نسخه خام یک فیلم آغاز می‌شود. این آهنگساز خود را مانند تونلی می‌داند که آشوب صداها پس از عبور از آن تبدیل به موسیقی می‌شود.
موسیقی آرامی که در تلویزیون ایران ثانیه‌هایی قبل از اخبار پخش می‌شد به نام دختر کوچک دریا (انگلیسی: La Petite Fille de la mer) اثر او است.

## درگذشت
ونجلیس در ۱۷ مه ۲۰۲۲ در سن ۷۹ سالگی در بیمارستانی در پاریس بر اثر کرونا و نارسایی قلبی درگذشت.

## دیسکوگرافی
| - (1970) Sex Power - (1972) Fais Que Ton Rêve Soit Plus Long Que la Nuit (Poéme Symphonique) - (1973) L'Apocalypse des Animaux - (۱۹۷۳) زمین (آلبوم ونگلیس) - (1975) Entends-tu les chiens aboyer? (Ignacio) - (۱۹۷۵) بهشت و جهنم (آلبوم ونگلیس) - (۱۹۷۶) روز وحشت - (۱۹۷۶) آلبدو ۰٫۳۹ - (۱۹۷۷) مارپیچ (آلبوم ونگلیس) - (1978) Beaubourg - (۱۹۷۹) چین - (۱۹۷۹) اپرای وحشت (آلبوم) - (۱۹۸۰) بعداً میبینمت - (۱۹۸۱) ارابه‌های آتش (آلبوم) - (۱۹۸۳) قطب جنوب (آلبوم ونگلیس) | - (۱۹۸۴) جشن خاک - (۱۹۸۵) ماسک (آلبوم ونگلیس) - (۱۹۸۵) ارتباط نادیدنی - (۱۹۸۸) مستقیم (آلبوم ونگلیس) - (۱۹۹۰) The City - (۱۹۹۲) 1492: Conquest of Paradise - (۱۹۹۴) Blade Runner - (۱۹۹۵) Voices - (۱۹۹۶) Oceanic - (۱۹۹۸) ال گرکو (آلبوم) - (۲۰۰۱) اسطوره‌ای - (۲۰۰۴) الکساندر (موسیقی متن) - (۲۰۰۷) ال گرکو (موسیقی متن) - (۲۰۰۷) Blade Runner Trilogy: 25th Anniversary - (2012) Chariots of Fire - The Play (Music From The Stage Show) - (2016) Rosetta - (۲۰۱۹) نوکتورن: آلبوم پیانو |